# Fanny Blankers-Koen
Francina Elsje Fanny Blankers-Koen, född 26 april 1918 i Lage Vuursche, död 25 januari 2004 i Hoofddorp, var en nederländsk friidrottare. Hon tog 1948 fyra guld på sommar-OS i London och slog eller tangerade världsrekord vid 16 olika tillfällen.

## Biografi
I tonåren ägnade sig Fanny Koen åt tennis, simning, gymnastik, skridsko och löpning. Det stod tidigt klart att hon var en stor idrottstalang och hon hade svårt för att bestämma sig för inriktningen. Hon hade vissa tankar på simning, men en simtränare gav henne rådet att hellre ägna sig åt löpning, eftersom man då hade ett flertal mycket duktiga simmare i landet – bland andra Rie Mastenbroek och Willi den Ouden – och det skulle säkert vara lättare att nå framgångar i löpning.
Fanny Koen började sin idrottskarriär 1935 och hon satte nationsrekord på 800 meter vid sin tredje tävling och redan året därpå deltog hon i Olympiska sommarspelen 1936 i Berlin där hon individuellt placerade sig på sjätte plats i höjdhopp med resultatet 1,55 och på femte plats i stafettlaget 4 x 100 meter (tillsammans med Kitty ter Braake, Fanny som andre löpare, Ali de Vries och Lies Koning).
Andra världskriget beredde en hel del svårigheter för anordnandet av internationella idrottstävlingar, men det oaktat satte Fanny Koen ett antal världsrekord inom höjdhopp, längdhopp, sprinterlöpning och häcklöpning.
I Olympiska sommarspelen 1948 i London tog hon fyra guld, på 100 meter, 200 meter, 80 meter häck och 4x100 meter stafett. Hon tog två EM-guld 1946, och 1950 tog hon tre individuella guld samt silver i stafett.
Förutom sina fyra olympiska titlar vann Blankers-Koen fem europamästerskap i friidrott, 58 nationsmästerskap i Nederländerna och slog eller tangerade världsrekord tolv gånger – i nio olika grenar. Det första världsrekordet var en tangering på 100 yards 1938 och det sista när hon 1951 slog världsrekordet i femkamp. Hon avslutade sin tävlingskarriär 1955 och blev därefter ledare för det kvinnliga friidrottslandslaget i hemlandet fram till och med Olympiska sommarspelen 1968.
1999 utsågs Fanny Blankers-Koen till århundradets bästa kvinnliga friidrottare av IAAF (Internationella friidrottsförbundet). I samband med London-OS blev hon hyllad av samstämmig press och en stor folkmassa vid hemkomsten. Trots det fick hon kritik, särskilt av kvinnor, för att hon elitidrottade trots att hon hade barn. Då ansågs det att kvinnor med barn skulle ägna all kraft åt dem och deras hem.
De sista åren av sitt liv drabbades Fanny Blankers-Koen av Alzheimers sjukdom och vårdades på ett hem för psykiatriskt sjuka tills hon vid 85 års ålder avled.